# エレオノール・ド・シャンパーニュ
エレオオール・ド・シャンパーニュ（Eléonore de Champagne）もしくはエレオノール・ド・ブロワ（Eléonore de Blois, 1102年 - 1147年）は、フランスの貴族ブロワ家の女性。父はブロワ伯エティエンヌ2世、母はイングランド王ウィリアム1世の娘アデル・ド・ノルマンディー。 ブロワ伯兼シャンパーニュ伯ティボー4世、イングランド王スティーブン、ウィンチェスター司教ヘンリーの妹。

## 生涯
当初、ヴェルマンドワ伯ラウル1世と結婚し、夫との間に1人息子ヴェルマンドワ伯兼ヴァロワ伯ユーグ2世（1127年 - 1212年、後世の伝承によると、ユーグ2世は1160年に僧籍に入り、ヴァロワの聖フェリクスになったとされる）をもうける。   
壮年となった夫ラウル1世にフランス王ルイ7世妃アリエノール・ダキテーヌの実妹ペトロニーユ・ダキテーヌが懸想しており、アリエノールが妹をラウル1世と結婚させるため、エレオノールとラウル1世が親族間での結婚であることに目を付けると、それを王である夫と教会に訴えた。   
それにより、王ルイ7世はサンスの司教に命を出し、夫との婚姻の無効を宣言させ、エレオノールとラウル1世の離婚が成立した。   
この事態にエレオノールの実兄ブロワ・シャンパーニュ伯ティボー4世は激怒し、交流のある修道院長クレルヴォーのベルナルドゥスを通してローマ教皇に事件を陳情したことにより、その後ルイ7世とサンス司教及び、ペトロニーユとラウル1世らが教皇により破門を言い渡された。 
この一件からフランス王家とブロワ家が対立し、1142年から1144年までの2年間続く戦闘になり、最終的にフランス王軍によるシャンパーニュを占領したことで決着が付いた。破門されたフランス王家の4人は破門を解除されたが、結局ラウル1世は再婚したペトロニーユと離婚し、その後ティエリー・ダルザスの娘ローレットと3度目の結婚をした。 
その後、1147年にエレオノールは死去した。 